# Обмежувач пускового струму
Обмежувач пускового струму (англ. Inrush current limiter) або демпфер — пристрій, що обмежує електричний струм одразу після ввімкнення схеми для захисту елементів цієї схеми від перевантаження та помилкового спрацьовування запобіжників в такій ситуації. Обмежувачі пускового струму широко зустрічається в імпульсних блоках живлення (наприклад, від ЕОМ), де, найчастіше, реалізовані на основі термістора з негативним температурним коефіцієнт опору (ТКО).

## Захист імпульсних блоків живлення
Сучасні імпульсні блоки живлення мають на вході містковий діодний випрямляч та зглаждувальний конденсатор. Після під'єднання схеми до джерела живлення (перехідний процес) напруга на конденсаторі близька до нуля, струм через нього обмежується його внутрішнім еквівалентним послідовним опором (декілька одиниць або навіть десятих Ома для сучасних електролітичних конденсаторів). Таким чином, в ланцюзі протікає значний струм, і хоча в міру заряджання конденсатора рівень струму спадає, він може призвести до короткочасного перевантаження та перегріву інших компонентів  ланцюга струму, зокрема діодів, контактів реле тощо, і навіть до хибного спрацювання запобіжника. Для зменшення старіння схеми бажано обмежувати пусковий струм.

## Термістори
Термістори з негативним ТКО при кімнатній температурі мають деяких опір (одиниці Ом). Вони підключаються послідовно до схеми, що потребує захисту від початкового струму. При підключенні такої схеми до джерела живлення, опір термістора обмежує струм через ланцюг, сам термістор при цьому поступово нагрівається. По мірі розігріву термістора його опір падає, але, не до нуля, оскільки в такому випадку потужність, що розсіюється на ньому, також зменшиться до нуля і він перестане грітися. Опір термістора стає незначним для роботи схеми.
Термістори з негативним ТКО для обмеження стартового струму іноді позначаються буквами «NTC» від Negative Thermal Coefficient та цифрами, що вказують на опір термістора при кімнатній температурі. Наприклад, термістор NTC 5D-9, має опір 5 Ом при кімнатній температурі.
Термістор дешевий, простий та компактний елемент для обмеження стартового струму, але він продовжує грітися при роботі, що може зменшити ККД схеми.

## Резистори
Найдешевший спосіб обмежити стартовий струм у схемі, це використати звичайний постійний резистор. Однак це неефективно, оскільки опір резистора не зменшується при роботі схеми, що призводить до зайвих витрат енергії. Тому демпферні резистори варто застосовувати в схемах з малим споживанням енергії, або шунтувати їх після завершення перехідних процесів в ланцюгу.